# Vicent Madramany
Vicent Madramany Vallés (l'Alcúdia, Ribera Alta, 1946 - Perpinyà, Rosselló, 29 de març de 2018) va ser un col·leccionista, empresari i mecenes d'art, co-fundador del Partit Socialista del País Valencià (PSPV) i fundador del Centre d'Art Contemporani nord-català À Cent Metres Du Centre Du Monde.
Madramany, que va començar en política i va formar part del secretariat del PSPV de l'Alcúdia, erigint-se com a referent en la defensa de la unió amb el PSOE i el Partit Socialista Popular (PSP) de Tierno Galván, quan els socialistes valencians decidien quina postura prendre, va liderar la internacionalització del món cooperatiu valencià. Va ser gerent de la Cooperativa Agrària de l'Alcúdia i va ser destinat amb la cooperativa Anecoop a internacionalitzar la cooperativa a Europa, recalant Perpinyà. A més de ser conegut per la política i pel seu treball d'importació i exportació de fruita, també fou conegut gràcies a la seva passió per l'art. L'any 1979 es va desplaçar a Perpinyà per dedicar-se a la seva feina d'importació i exportació de fruita, la seva professió. Però la seva gran passió era l'art, que des de molt jove el va llançar a la pintura i al col·leccionisme, al cap de poc d'aterrar a Perpinyà va fundar-hi un museu d'art contemporani en un vell magatzem de fruites a prop de l'estació de trens, "À cent mètres du centre du monde" ("A cent metres del centre del món"), que es va convertir en un referent artístic de la capital dels Pirineus Orientals. Des del seu centre d'art de Perpinyà, obert el 2004, Matamala va promoure un conveni amb el Consorci de Museus de la Comunitat Valenciana per tal de promocionar els artistes valencians. El museu de Madramany, actualment dirigit pel seu deixeble Salvador Pavia, compta amb més de 400 obres i quatre exposicions anuals, entre les quals destaquen obres de Manuel Boix i Artur Heras i Sanz, Rafael Armengol, Carmen Calvo Sáenz de Tejada, Tània Blanc o Balbino Giner, entre d'altres.
Pare d'un fill, Héctor, i avi de dos nets, Marco i Alexandre, Madramany estava perfectament integrat a Perpinyà si bé eren constants les seves visites a la Comunitat Valenciana, així com la seva col·laboració amb entitats valencianes. Va morir el 29 de març de 2018 a Perpinyà, on residia des de 1979.